# Platyderus beseanus
Platyderus beseanus é uma espécie de insetos coleópteros pertencente à família Carabidae.
A autoridade científica da espécie é Jeanne, tendo sido descrita no ano de 1970.
Trata-se de uma espécie presente no território português.